# Tournoi de tennis de Limoges
Le tournoi de Limoges, officiellement appelé Open BLS de Limoges (Open GDF Suez Région Limousin jusqu'en 2013 puis Open GDF Suez de Limoges en 2014, puis Engie Open de Limoges de 2015 à 2018), est un tournoi de tennis féminin classé en catégorie WTA 125 se disputant à Limoges (Haute-Vienne) sur dur tout à la fin de la saison tennistique. Jusqu'en 2013, le tournoi faisait partie du circuit ITF avec une dotation de 50 000 $ et se disputait au Couzeix Country Club depuis sa création en 2006.
En 2019, le tournoi change de sponsor principal. Il est désormais organisé en décembre, juste avant Noël, période inédite pour un tournoi professionnel.
Créé et organisé par Sport Plus Conseil, avec l’appui de la Ligue Nouvelle-Aquitaine de Tennis et du Comité Départemental Haute-Vienne de Tennis. Depuis le Palais des Sports de Beaublanc est le lieu mais un projet est lancé par la Ville de Limoges et son maire Emile-Roger Lombertie. Le 3 Juillet 2025, les travaux d’extension du parc de Beaublanc ont débuté. Elle prévoit deux nouvelles salles, une maison des sports modernisée et le parvis Albert-Chaminade (1912-2009), entre la piscine et le Palais des sports, sera réaménagé et ré-arboré le coût des travaux est estimée à 70 Millions € Hors Taxes début de la première période de travaux jusqu'en 2027 puis 2027 à 2029,.

## Palmarès

### Simple
| No | Date       | Nom et lieu du tournoi                            | Catégorie                                         | Dotation                                          | Surface                                           | Vainqueure                                        | Finaliste                                         | Score                                             |                                                   |
| -- | ---------- | ------------------------------------------------- | ------------------------------------------------- | ------------------------------------------------- | ------------------------------------------------- | ------------------------------------------------- | ------------------------------------------------- | ------------------------------------------------- | ------------------------------------------------- |
| 1  | 18-09-2006 | Open Gaz de France Country Club, Couzeix          | ITF                                               | 10 000 $                                          | Dur (int.)                                        | Audrey Bergot                                     | Constance Sibille                                 | 4-6, 6-4, 6-1                                     |                                                   |
| 2  | 17-09-2007 | Open Gaz de France Country Club, Couzeix          | ITF3                                              | 10 000 $                                          | Dur (int.)                                        | Anne-Laure Heitz                                  | Audrey Bergot                                     | 6-1, 6-1                                          |                                                   |
| 3  | 15-09-2008 | Open Gaz de France Country Club, Couzeix          | ITF3                                              | 10 000 $                                          | Dur (int.)                                        | Marina Melnikova                                  | Valeria Savinykh                                  | 1-0 ab.                                           |                                                   |
| 4  | 05-10-2009 | Open GDF Suez Région Limousin, Couzeix            | ITF3                                              | 25 000 $                                          | Dur (int.)                                        | Claire Feuerstein                                 | Anaïs Laurendon                                   | 6-0, 5-7, 6-3                                     |                                                   |
| 5  | 04-10-2010 | Open GDF Suez Région Limousin, Couzeix            | ITF3                                              | 25 000 $                                          | Dur (int.)                                        | Ivana Lisjak                                      | Yuliya Beygelzimer                                | 6-0, 6-3                                          |                                                   |
| 6  | 17-10-2011 | Open GDF Suez Région Limousin, Couzeix            | ITF3                                              | 50 000 $                                          | Dur (int.)                                        | Sorana Cîrstea                                    | Sofia Arvidsson                                   | 6-2, 6-2                                          |                                                   |
| 7  | 15-10-2012 | Open GDF Suez Région Limousin, Couzeix            | ITF3                                              | 50 000 $                                          | Dur (int.)                                        | Claire Feuerstein                                 | Maryna Zanevska                                   | 7-5, 6-3                                          |                                                   |
| 8  | 14-10-2013 | Open GDF Suez Région Limousin, Couzeix            | ITF3                                              | 50 000 $                                          | Dur (int.)                                        | Kristýna Plíšková                                 | Tamira Paszek                                     | 3-6, 6-3, 6-2                                     |                                                   |
| 9  | 03-11-2014 | Open GDF Suez de Limoges, Limoges                 | WTA 125                                           | 115 000 $                                         | Dur (int.)                                        | Tereza Smitková                                   | Kristina Mladenovic                               | 7-64, 7-5                                         | Tableau                                           |
| 10 | 09-11-2015 | Engie Open de Limoges, Limoges                    | WTA 125                                           | 115 000 $                                         | Dur (int.)                                        | Caroline Garcia                                   | Louisa Chirico                                    | 6-1, 6-3                                          | Tableau                                           |
| 11 | 14-11-2016 | Engie Open de Limoges, Limoges                    | WTA 125                                           | 115 000 $                                         | Dur (int.)                                        | Ekaterina Alexandrova                             | Caroline Garcia                                   | 6-4, 6-0                                          | Tableau                                           |
| 12 | 06-11-2017 | Engie Open de Limoges, Limoges                    | WTA 125                                           | 115 000 $                                         | Dur (int.)                                        | Monica Niculescu                                  | Antonia Lottner                                   | 6-4, 6-2                                          | Tableau                                           |
| 13 | 05-11-2018 | Engie Open de Limoges, Limoges                    | WTA 125                                           | 115 000 $                                         | Dur (int.)                                        | Ekaterina Alexandrova                             | Evgeniya Rodina                                   | 6-2, 6-2                                          | Tableau                                           |
| 14 | 16-12-2019 | Open BLS de Limoges, Limoges                      | WTA 125                                           | 115 000 $                                         | Dur (int.)                                        | Ekaterina Alexandrova                             | Aliaksandra Sasnovich                             | 6-1, 6-3                                          | Tableau                                           |
| –  | 2020       | Tournoi annulé à cause de la pandémie de Covid-19 | Tournoi annulé à cause de la pandémie de Covid-19 | Tournoi annulé à cause de la pandémie de Covid-19 | Tournoi annulé à cause de la pandémie de Covid-19 | Tournoi annulé à cause de la pandémie de Covid-19 | Tournoi annulé à cause de la pandémie de Covid-19 | Tournoi annulé à cause de la pandémie de Covid-19 | Tournoi annulé à cause de la pandémie de Covid-19 |
| 15 | 13-12-2021 | Open BLS de Limoges, Limoges                      | WTA 125                                           | 115 000 $                                         | Dur (int.)                                        | Alison Van Uytvanck                               | Ana Bogdan                                        | 6-2, 7-5                                          | Tableau                                           |
| 16 | 11-12-2022 | Open BLS de Limoges, Limoges                      | WTA 125                                           | 115 000 $                                         | Dur (int.)                                        | Anhelina Kalinina                                 | Clara Tauson                                      | 6-3, 5-7, 6-4                                     | Tableau                                           |
| 17 | 11-12-2023 | Open BLS de Limoges, Limoges                      | WTA 125                                           | 115 000 $                                         | Dur (int.)                                        | Cristina Bucșa                                    | Elsa Jacquemot                                    | 2-6, 6-1, 6-2                                     | Tableau                                           |
| 18 | 09-12-2024 | Open BLS de Limoges, Limoges                      | WTA 125                                           | 115 000 $                                         | Dur (int.)                                        | Viktorija Golubic                                 | Céline Naef                                       | 7-5, 6-4                                          | Tableau                                           |

### Double
| No | Date       | Nom et lieu du tournoi                            | Catégorie                                         | Dotation                                          | Surface                                           | Vainqueures                                       | Finalistes                                        | Score                                             |                                                   |
| -- | ---------- | ------------------------------------------------- | ------------------------------------------------- | ------------------------------------------------- | ------------------------------------------------- | ------------------------------------------------- | ------------------------------------------------- | ------------------------------------------------- | ------------------------------------------------- |
| 1  | 18-09-2006 | Open Gaz de France Country Club Couzeix           | ITF                                               | 10 000 $                                          | Dur (int.)                                        | Kika Hogendoorn Anaïs Laurendon                   | Sherazad Benamar Chloé Gambey                     | 6-2, 6-4                                          |                                                   |
| 2  | 17-09-2007 | Open Gaz de France Country Club Couzeix           | ITF                                               | 10 000 $                                          | Dur (int.)                                        | Stella Menna Bibiane Weijers                      | Adeline Goncalves Gracia Radovanovic              | 6-4, 6-1                                          |                                                   |
| 3  | 15-09-2008 | Open Gaz de France Country Club Couzeix           | ITF                                               | 10 000 $                                          | Dur (int.)                                        | Yasmin Clarke Olivia Scarfi                       | Volha Duko Elina Gasanova                         | 7-65, 5-7, [10-8]                                 |                                                   |
| 4  | 05-10-2009 | Open GDF Suez Région Limousin Couzeix             | ITF                                               | 25 000 $                                          | Dur (int.)                                        | Elena Chalova Oksana Kalashnikova                 | Florence Haring Violette Huck                     | 4-6, 6-3, [10-4]                                  |                                                   |
| 5  | 04-10-2010 | Open GDF Suez Région Limousin Couzeix             | ITF                                               | 25 000 $                                          | Dur (int.)                                        | Lyudmyla Kichenok Nadiia Kichenok                 | Claire Feuerstein Caroline Garcia                 | 65-7, 6-4, [10-8]                                 |                                                   |
| 6  | 17-10-2011 | Open GDF Suez Région Limousin Couzeix             | ITF                                               | 50 000 $                                          | Dur (int.)                                        | Sofia Arvidsson Jill Craybas                      | Caroline Garcia Aurélie Védy                      | 6-4, 4-6, [10-7]                                  |                                                   |
| 7  | 15-10-2012 | Open GDF Suez Région Limousin Couzeix             | ITF                                               | 50 000 $                                          | Dur (int.)                                        | Magda Linette Sandra Zaniewska                    | Irena Pavlovic Stefanie Vögele                    | 6-1, 5-7, [10-5]                                  |                                                   |
| 8  | 14-10-2013 | Open GDF Suez Région Limousin Couzeix             | ITF                                               | 50 000 $                                          | Dur (int.)                                        | Viktorija Golubic Magda Linette                   | Nicole Clerico Nikola Fraňková                    | 6-4, 6-4                                          |                                                   |
| 9  | 03-11-2014 | Open GDF Suez de Limoges Limoges                  | WTA 125                                           | 115 000 $                                         | Dur (int.)                                        | Kateřina Siniaková Renata Voráčová                | Tímea Babos Kristina Mladenovic                   | 2-6, 6-2, [10-5]                                  | Tableau                                           |
| 10 | 09-11-2015 | Engie Open de Limoges Limoges                     | WTA 125                                           | 115 000 $                                         | Dur (int.)                                        | Barbora Krejčíková Mandy Minella                  | Margarita Gasparyan Oksana Kalashnikova           | 1-6, 7-5, [10-6]                                  | Tableau                                           |
| 11 | 14-11-2016 | Engie Open de Limoges Limoges                     | WTA 125                                           | 115 000 $                                         | Dur (int.)                                        | Elise Mertens Mandy Minella                       | Anna Smith Renata Voráčová                        | 6-4, 6-4                                          | Tableau                                           |
| 12 | 06-11-2017 | Engie Open de Limoges Limoges                     | WTA 125                                           | 115 000 $                                         | Dur (int.)                                        | Valeria Savinykh Maryna Zanevska                  | Chloé Paquet Pauline Parmentier                   | 6-0, 6-2                                          | Tableau                                           |
| 13 | 05-11-2018 | Engie Open de Limoges Limoges                     | WTA 125                                           | 115 000 $                                         | Dur (int.)                                        | Veronika Kudermetova Galina Voskoboeva            | Timea Bacsinszky Vera Zvonareva                   | 7-5, 6-4                                          | Tableau                                           |
| 14 | 16-12-2019 | Open BLS de Limoges Limoges                       | WTA 125                                           | 115 000 $                                         | Dur (int.)                                        | Georgina García Pérez Sara Sorribes Tormo         | Ekaterina Alexandrova Oksana Kalashnikova         | 6-2, 7-63                                         | Tableau                                           |
| –  | 2020       | Tournoi annulé à cause de la pandémie de Covid-19 | Tournoi annulé à cause de la pandémie de Covid-19 | Tournoi annulé à cause de la pandémie de Covid-19 | Tournoi annulé à cause de la pandémie de Covid-19 | Tournoi annulé à cause de la pandémie de Covid-19 | Tournoi annulé à cause de la pandémie de Covid-19 | Tournoi annulé à cause de la pandémie de Covid-19 | Tournoi annulé à cause de la pandémie de Covid-19 |
| 15 | 13-12-2021 | Open BLS de Limoges Limoges                       | WTA 125                                           | 115 000 $                                         | Dur (int.)                                        | Monica Niculescu Vera Zvonareva                   | Estelle Cascino Jessika Ponchet                   | 6-4, 6-4                                          | Tableau                                           |
| 16 | 11-12-2022 | Open BLS de Limoges Limoges                       | WTA 125                                           | 115 000 $                                         | Dur (int.)                                        | Oksana Kalashnikova Marta Kostyuk                 | Alicia Barnett Olivia Nicholls                    | 7-5, 6-1                                          | Tableau                                           |
| 17 | 11-12-2023 | Open BLS de Limoges Limoges                       | WTA 125                                           | 115 000 $                                         | Dur (int.)                                        | Cristina Bucșa Yana Sizikova                      | Oksana Kalashnikova Maia Lumsden                  | 6-4, 6-1                                          | Tableau                                           |
| 18 | 09-12-2024 | Open BLS de Limoges Limoges                       | WTA 125                                           | 115 000 $                                         | Dur (int.)                                        | Elsa Jacquemot Margaux Rouvroy                    | Erika Andreeva Séléna Janicijevic                 | 6-4, 6-3                                          | Tableau                                           |